# TheStreet.com
TheStreet, Inc. est un site internet d'information financière fondé par Jim Cramer et Martin Peretz.
Le titre (code TST) n'est plus coté NASDAQ depuis le 7 août 2019.

## Historique
TheStreet, Inc., (anciennement TheStreet.com, Inc.) est co-fondé en 1996 par Jim Cramer et Martin Peretz. L'entreprise est basé au n°14 de Wall Street, à New York. The Street est introduite en bourse en mai 1999 sous la direction de Kevin English (CEO) et Paul Kothari (CFO).